# Herb Łęczycy
Herb Łęczycy – jeden z symboli miasta Łęczyca w postaci herbu. Herb Łęczycy jest wzorowany na XIV-wiecznym wizerunku.

## Wygląd i symbolika
Herb przedstawia w polu srebrnym blankowane trzy wieże czerwone stojące na pagórkach zielonych. Najwyższa wieża środkowa jest dwukondygnacyjna, z trzema oknami. Wieże po lewej i po prawej stronie herbu są jednokondygnacyjne z jednym oknem, nakryte szpiczastym dachem, zwieńczone złotą kulą, na której siedzi zwrócony do środka ptak czarny. Na środkowej wieży stoi zwrócony w lewo trębacz ubrany w szaty czarne, w lewej ręce trzyma trąbę złotą ze zwieszonym pasem, prawą rękę trzyma opartą na lasce.
Elementy architektoniczne takie jak wieża symbolizują prawa miejskie.